# Colecalciferolo
Il colecalciferolo, o vitamina D3, è un composto chimico di formula {\displaystyle {\ce {C27H44O}}} che in condizioni standard si presenta sottoforma di sottili cristalli incolori e inodori. Il termine vitamina D generalmente si riferisce sia al colecalciferolo sia all'ergoclaciferolo (vitamina D2).

## Storia
La vitamina D fu scoperta all'inizio del XX secolo grazie a ricerche sul trattamento del rachitismo, un disturbo osseo causato dalla carenza di vitamina D nei bambini. La vitamina D originale, denominata D1, era una miscela di composti ottenuta tramite irradiazione ultravioletta (UV) dell'ergosterolo, presente nelle piante e nei funghi.
Nel 1931, Askew purificò la vitamina D1 e isolò l'ergocalciferolo, noto come vitamina D2. A quel tempo, la sintesi della vitamina D nell'uomo non era ancora compresa, poiché l'ergosterolo non era presente nei tessuti umani. Pochi anni dopo, Windaus sintetizzò il 7-deidrocolesterolo, equivalente dell'ergosterolo nella pelle umana, a partire dal colesterolo, e il suo prodotto irradiato con UV fu denominato colecalciferolo o vitamina D3.
Ad oggi il colecalciferolo è un farmaco a piccole molecole con una fase massima di sperimentazione clinica pari a IV (per tutte le indicazioni), approvato per la prima volta nel 1999.

## Caratteristiche strutturali e fisiche
È una delle vitamine del gruppo D. È un derivato del 7-deidrocolesterolo e si differenzia dall'ergocalciferolo per la presenza di un legame singolo tra C22 e C23 e per l'assenza di un gruppo metilico in C24. La sua struttura chimica differisce da quella degli steroidi per la scissione del legame tra il carbonio 9 e 10, seguita dall'apertura dell'anello.
| N. di atomi pesanti                  | 28              |
| N. di atomi stereogenici             | 5               |
| N. di donatori di legami a idrogeno  | 1               |
| N. di accettori di legami a idrogeno | 1               |
| N. di legami ruotabili               | 6               |
| N. di legami stereogenici            | 2               |
| Massa monoisotopica                  | 384,339216023 u |
| Superficie polare                    | 20,2 Å²         |
| Rifrattività                         | 123,22 m3/mol   |
| Polarizzabilità                      | 49,63 Å3        |
| Potere rotatorio                     | + 52°           |
| Volume molare                        | 396,9 cm3/mol   |
| λmax                                 | 264,5           |
| Assorbività molare                   | 485             |

## Abbondanza e disponibilità
Il composto è naturalmente presente nell'uomo e:
- S. glaucophyllum,[12]
- C. diurnum,[13]
- A. thaliana,[14]
- M. sativa,[15]
- T. camphoratus,[16]
- pomodori,
- S. melongena,
- patata,[17]
- cacao,[18]
- soia[19]
- uova
- pesce
- latte
- formaggi[20]
- tonno
- salmone[6]

Le variazioni stagionali possono influenzare la concentrazione di colecalciferolo nel latte di mucca a causa dei cambiamenti nell'esposizione della pelle alla luce solare. Sebbene le forme alimentari siano principalmente composte da ergocalciferolo e colecalciferolo, piccole quantità di calcidiolo e calcitriolo possono essere presenti in alcuni prodotti dietetici.

## Sintesi
Il composto viene tradizionalmente estratto dagli oli di fegato di pesce. La vitamina D3 può essere prodotta a partire dalla lanolina contenuta nella lana di pecora attraverso una serie di conversioni chimiche i cui intermedi sono collettivamente definiti precursori della vitamina D3. Tutti i precursori e la stessa vitamina D3 così ottenuto vengono classificati come prodotti di origine animale (POAO) e pertanto devono seguire la normativa di riferimento in fatto di igiene.

## Reattività e caratteristiche chimiche
La vitamina D3 può reagire violentemente con agenti ossidanti forti, anidridi di acido e alogenuri acidi. Può reagire esotermicamente con agenti riducenti, rilasciando idrogeno gassoso.
Il composto ha un'elevata lipofilicità, lievemente solubile in oli vegetali e facilmente solubile in una vasta gamma di solventi organici, inclusi gli alcoli e gli idrocarburi sia clorurati che non clorurati, come il cloroformio e l'esano. Il composto è sensibile all'aria e alla luce.
Il colecalciferolo subisce una isomerizzazione termica reversibile a previtamina D3 e/o degradazione quando viene conservato in soluzioni alcoliche ed esposto a ossigeno e luce. Tuttavia, è stabile per lunghi periodi se conservato in etanolo assoluto senza la presenza di ossigeno e luce a bassa temperatura (−20 °C).
È anche stabile negli oli, nei grassi e negli alimenti fortificati, se conservato al buio a basse temperature. È stato riscontrato che il colecalciferolo è protetto dalla degradazione nelle matrici alimentari, ma una volta rilasciato da esse può essere vulnerabile alla degradazione causata da luce e ossigeno. Il colecalciferolo è stabile in soluzioni alcaline ma non in condizioni acide. In condizioni acide, subisce isomerizzazione in forme inattive come isotachisterolo e isomeri 5,6 trans.
In condizioni di basso stress termico, fotochimico e ossidativo, il colecalciferolo è stabile per diversi anni. Quando viene aggiunto agli alimenti ed esposto a processi industriali e domestici, la degradazione è minima. Tuttavia, un'eccessiva esposizione alla luce UV provoca perdite significative attraverso la produzione di sostanze inattive come toxisterolo, suprasterolo, lumisterolo e tachisterolo, in un processo che viene accelerato dal riscaldamento.
Cotture a temperature superiori a 100 °C, anche in assenza di luce e aria, causano l'isomerizzazione attraverso la chiusura dell'anello ai pirocolecalciferoli. Il colecalciferolo è anche sensibile al pH basso e, se posto in ambiente acido, si riorganizza irreversibilmente nella forma inattiva isotachisterolo tramite l'isomero 5,6-trans. Queste reazioni sono complesse e avvengono in misura determinata dall'ambiente complessivo a cui il colecalciferolo è esposto.
Le perdite durante la conservazione degli alimenti sono note e variano considerevolmente in base al tipo di alimento e alle condizioni di stoccaggio. Pertanto, basse temperature e assenza di luce riducono al minimo le perdite negli alimenti trasformati, così come il confezionamento sottovuoto o il lavaggio con azoto. Gli alimenti che contengono antiossidanti liposolubili naturali o aggiunti, come la vitamina E e i carotenoidi, tendono a garantire una migliore conservazione del colecalciferolo.

## Biochimica
Il colecalciferolo è un ormone steroideo prodotto nella pelle quando esposta alla luce ultravioletta o ottenuto da fonti alimentari. Il colecalciferolo è presente in tre diverse forme biologiche:
- il colecalciferolo vero e proprio, che è la forma inattiva e non idrossilata della vitamina D3;
- il calcidiolo, che è la forma i cui valori vengono misurati nel sangue;
- il calcitriolo, la forma biologicamente attiva della vitamina D3.

Livelli adeguati di vitamina D devono essere mantenuti nell'organismo per garantire che i livelli di calcio e fosforo rimangano in un intervallo fisiologico sano, sostenendo una varietà di funzioni metaboliche, la regolazione della trascrizione e il metabolismo osseo.

### Biosintesi
Il composto si forma per  reazione di apertura dell'anello, nella pelle umana quando è esposta alla radiazione UV-B (290–315 nm), del 7-deidrocolesterolo (provitamina D3). L'apertura dell'anello è seguita dalla formazione di un doppio legame che porta alla produzione di previtamina D3. La successiva riorganizzazione di questo doppio legame, dipendente dalla temperatura, genera il colecalciferolo con una caratteristica struttura a triene coniugato.

## Farmacologia e tossicologia

### Farmacocinetica
Il colecalciferolo viene assorbito facilmente dall'intestino tenue, a condizione che l'assorbimento dei grassi sia normale. Inoltre, la bile è necessaria per l'assorbimento. Alcuni studi hanno evidenziato alcuni aspetti sull'assorbimento della vitamina D, tra cui:
- la 25-idrossivitamina D viene assorbita in misura maggiore rispetto alla forma non idrossilata del colecalciferolo,
- la quantità di grasso con cui il colecalciferolo viene ingerito non sembra influenzare significativamente la sua biodisponibilità,
- l'età non sembra avere un impatto significativo sull'assorbimento del colecalciferolo.

Studi hanno determinato che il volume medio centrale di distribuzione della supplementazione di colecalciferolo somministrata a un gruppo di 49 pazienti sottoposti a trapianto di rene era di circa 237 L. Il legame proteico documentato per il colecalciferolo è compreso tra 50 e 80%. Nello specifico, nel plasma, la vitamina D3 è legata alla proteina legante la vitamina D (DBP), prodotta nel fegato a appartenente ai cosiddetti chilomicroni.
La sintesi in vivo dei due principali metaboliti biologicamente attivi della vitamina D avviene in due fasi. La prima idrossilazione della vitamina D3 o D2 avviene nel fegato, producendo calcidiolo, mentre la seconda idrossilazione avviene nei reni, generando 1,25-diidrossivitamina D.
Questi metaboliti della vitamina D facilitano l'assorbimento attivo di calcio e fosforo nell'intestino tenue, aumentando le concentrazioni sieriche di calcio e fosfato a livelli sufficienti per consentire la mineralizzazione ossea. D'altra parte, questi metaboliti contribuiscono anche alla mobilizzazione di calcio e fosfato dalle ossa e probabilmente aumentano il riassorbimento di calcio e forse anche di fosfato attraverso i tubuli renali. Esiste un periodo di 10-24 ore tra la somministrazione del colecalciferolo e l'inizio della sua azione nell'organismo, a causa della necessità di sintesi dei metaboliti attivi della vitamina D nel fegato e nei reni. L'ormone paratiroideo è responsabile della regolazione di questo metabolismo a livello renale.
Il colecalciferolo e i suoi metaboliti vengono escreti principalmente nella bile e nelle feci. Sembra che l'emivita possa variare a causa delle variazioni nelle concentrazioni della proteina legante la vitamina D e del genotipo nei singoli individui. Gli studi hanno determinato che il valore medio di clearance della supplementazione di colecalciferolo somministrata a un gruppo di 49 pazienti sottoposti a trapianto di rene era di circa 2,5 L/giorno.

### Effetti del composto e usi clinici
Il composto viene utilizzato come farmaco per il trattamento della carenza di vitamina D, in particolare viene utilizzata nel trattamento del rachitismo refrattario, l'ipoparatiroidismo, l'ipofosfatemia familiare, l'osteoporosi e la malattia renale cronica.

### Tossicologia
Il composto è classificato come un potenziale interferente endocrino. Sebbene rara, la tossicità da colecalciferolo si verifica quando i livelli sierici di 25(OH)D superano 220 nmol/L. I sintomi della tossicità da colecalciferolo sono aspecifici e possono includere confusione, vomito, dolore addominale, polidipsia, poliuria e disidratazione. La tossicità da colecalciferolo può causare ipercalcemia e ipercalciuria, portando potenzialmente a complicazioni come nefrolitiasi, nefrotossicità e iperfosfatemia.
La terapia di supporto prevede la sospensione del colecalciferolo e la stabilizzazione del paziente, rappresentando il primo passo nel trattamento della tossicità da colecalciferolo. L'intervento farmacologico per l'ipercalcemia potrebbe diventare necessario, con l'utilizzo di terapie come diuretici dell'ansa o bifosfonati. Nei casi di ipercalcemia potenzialmente letale, potrebbe essere richiesta l'emodialisi intermittente.

## Applicazioni
Oltre che come farmaco il composto viene utilizzato come:
- additivo alimentare[38]
- integratore alimentare[39]
- additivo nei mangimi per animali[40]